# 행정초등학교 (충남)
행정초등학교는 대한민국 충청남도 천안시 동남구에 있는 공립 초등학교이다.

## 학교 연혁
- 1941년 8월 3일: 분교인가
- 1985년 3월 1일: 병설유치원 개원
- 1996년 3월 1일: 행정초등학교로 개칭
- 2015년 2월 12일: 제64회 졸업
- 2015년 3월 1일: 5학급 편성, 병설유치원 1학급

## 참고 자료
- 행정초등학교 - 한국교육학술정보원 학교알리미